# Leucosphaera
Leucosphaera là chi thực vật có hoa trong họ Amaranthaceae.